# 香川県道270号丸亀琴平観音寺自転車道線
香川県道270号 丸亀琴平観音寺自転車道線（かがわけんどう270ごう がめことひらかんおんじじてんしゃどうせん）は、香川県丸亀市からまんのう町・琴平町・三豊市を経由し観音寺市に至る自転車・歩行者専用の一般県道である。
2018年4月1日現在、総延長36.237km、うち重用延長14.563km、実延長21.674kmであり、実延長部の舗装率100パーセントである。実延長部の大部分は、土器川および財田川河川敷の専用道である。

## 重用区間
- 香川県道282号高松琴平線 （祓川橋西詰交差点 〜 榎井交差点）
- 国道319号 （榎井交差点 〜 買田東交差点）
- 国道377号 （買田東交差点 〜 伊予見峠 〜 新河内川橋）